# Kerriidae
Kerridae è una piccola famiglia di insetti dell'ordine dei Rincoti Omotteri, superfamiglia Coccoidea. Caratteristica di questa famiglia è l'emissione di un secreto resinoso detto lacca.

## Descrizione
Le femmine hanno il corpo marcatamente convesso, ricoperto da una secrezione resinosa di consistenza cornea, provvista di tre aperture, due spiracolari e una anale, da cui fuoriescono filamenti di cera. Il rivestimento può presentare specifiche sculture, ma è sempre presente, davanti all'apertura anale, un processo spiniforme. Sulla faccia ventrale sono presenti areole marginali in cui si concentrano dotti tubulari.
Le antenne sono rudimentali, le zampe del tutto assenti.

## Biologia
Il ciclo biologico dei Kerridae si svolge con una o più generazioni l'anno secondo la specie. Lo sviluppo postembrionale si svolge in 3-4 stadi di neanide nelle femmine e in 5 nei maschi (tre di neanide si aggiungono due ninfali). Sono insetti ovipari, con uova deposte in una camera formata sotto il corpo della madre. Le femmine di Kerria lacca depongonono circa un migliaio di uova.
Vivono su piante arboree o arbustive formando dense colonie; le emissioni di lacca di più individui tendono a confluire in masse comuni, che arrivano ad avvolgere l'intera colonia e il ramo attaccato. In Kerria lacca la secrezione forma un vero e proprio manicotto che si sviluppa per circa un centimetro di spessore.

## Sistematica
La famiglia dei Kerridae comprende circa un centinaio di specie ripartite fra 9 generi:
- Afrotachardina
- Albotachardina
- Austrotachardia
- Austrotachardiella
- Kerria
- Metatachardia
- Paratachardina
- Tachardiella
- Tachardina

## Distribuzione
I Kerridae sono diffusi in tutte le regioni tropicali, con estensioni nel neartico e nel paleartico. La maggiore concentrazione si rileva nella regione orientale, che costituisce anche il bacino di sfruttamento economico della K. lacca.

## Utilizzo
Kerria lacca o "cocciniglia della lacca" rappresenta la specie di maggiore importanza economica e, contrariamente ad altre cocciniglie impiegate per l'estrazione di coloranti, alimenta un'attività economica a livello industriale di non trascurabile dimensione. Nonostante la disponibilità di resine sintetiche, infatti, la lacca è ancora largamente utilizzata per la produzione di vernici, ceralacca, gommalacca, additivi alimentari, ecc. Lo sfruttamento della cocciniglia è antichissimo e risale ad alcuni millenni fa, da 2500 a 4000 anni secondo le fonti. L'allevamento si svolge nel sudest asiatico, nel nordest dell'India, nella Cina meridionale e nel Bangladesh.